# Christos Rozakis
Christos Rozakis (Grieks: Χρήστος Ροζάκης) is een Grieks jurist geboren op 17 mei 1941 te Athene. Rozakis is een voormalig vicepresident van het Europees Hof voor de Rechten van de Mens en is momenteel president van het Administratief Tribunaal van de Raad van Europa.

## Carrière
Rozakis studeerde rechtswetenschappen aan de Universiteit van Athene en vervolgde zijn studie aan de University College London (LLM 1970), de Universiteit van Illinois (LLM 1971, J.S.D. 1973) en het Institut Universitaire de Hautes Études Internationales in Genève.
Rozakis was tussen 1987 en 1998 lid van de Europese Commissie voor Mensenrechten. Tussen 1 november 1998 en 17 mei 2011 was hij rechter aan het Europees Hof voor de Rechten van de Mens. Tijdelijk was hij een van de twee vicepresidenten van dit gerechtshof.
Zijn wetenschappelijke publicaties concentreren zich met name op het gebied van contractrecht, zeerecht, mensenrechten en de Griekse buitenlandse politiek, in het bijzonder de Grieks-Turkse betrekkingen.